# Peter Wolff (Bibliothekar)
Peter Wolff (* 14. Juli 1957 in Berlin) ist ein deutscher Evangelischer Theologe und Bibliothekar. Von 2004 bis 2022 leitete er die Universitätsbibliothek Greifswald.

## Leben und Wirken
Peter Wolff studierte Evangelische Theologie und legte 1984 die Diplom-Prüfung ab, 1988 promovierte er an der Universität Göttingen. An der Universitätsbibliothek Greifswald und am Institut für Bibliotheks- und Informationswissenschaft der Humboldt-Universität absolvierte er ab 1991 die Ausbildung für den höheren Bibliotheksdienst und absolvierte die Fachprüfung hierfür 1993. Bis 2022 war er dann als wissenschaftlicher Bibliothekar an der Universitätsbibliothek Greifswald tätig. 2004 übernahm er als Nachfolger von Hans-Armin Knöppel die kommissarische Leitung dieser Bibliothek, 2005 wurde er zum Bibliotheksdirektor und 2008 zum Leitenden Bibliotheksdirektor ernannt. Dieses Amt hatte er bis zum Eintritt in den Ruhestand 2022 inne. Während seiner Amtszeit erfolgte der Neubau der 2015 eröffneten Bereichsbibliothek am Standort Loefflerstraße und die Sanierung des historischen Bibliotheks-Hauptgebäudes (Gropius-Bau).

## Schriften
- Die historischen Bestände der Bibliothek der Theologischen Fakultät Greifswald. Berlin 1993.
- Die frühe nachösterliche Verkündigung des Reiches Gottes (= Forschungen zur Religion und Literatur des Alten und Neuen Testaments, Bd. 171). Vandenhoeck & Ruprecht, Göttingen 1999, ISBN 3-525-53854-5 (Dissertation Universität Göttingen).
- (Mitautor): 400 Jahre neue Universitätsbibliothek Greifswald. Eine illustrierte Bibliotheksgeschichte. Universität Greifswald 2004, ISBN 3-86006-226-3.